# لیزا هلر
لیزا هلر (به انگلیسی: Lisa Heller) (زاده ۱۶ آوریل ۱۹۹۶) خواننده و ترانه‌سرا آمریکایی است.